# 2025-ös Formula–1 ausztrál nagydíj
Az ausztrál nagydíj a 2025-ös Formula–1 világbajnokság első futama volt, amelyet 2025. március 14. és március 16. között rendeztek meg a Melbourne Grand Prix Circuit versenypályán, Melbourne-ben.

## Választható keverékek
| Abroncs              | Friss | Használt |
| -------------------- | ----- | -------- |
| Kemény keverék (C3)  |       |          |
| Közepes keverék (C4) |       |          |
| Lágy keverék (C5)    |       |          |
| Átmeneti esőgumi (I) |       |          |
| Teljes esőgumi (W)   |       |          |

## Szabadedzések
Az ausztrál nagydíj első szabadedzését március 14-én, péntek délelőtt tartották, magyar idő szerint 2:30-tól.
| helyezés | versenyző             | csapat/motor                 | elért idő | különbség | futott kör |
| -------- | --------------------- | ---------------------------- | --------- | --------- | ---------- |
| 1.       | Lando Norris          | McLaren-Mercedes             | 1:17,252  | –         | 21         |
| 2.       | Carlos Sainz Jr.      | Williams-Mercedes            | 1:17,401  | +0,149    | 24         |
| 3.       | Charles Leclerc       | Ferrari                      | 1:17,461  | +0,209    | 21         |
| 4.       | Oscar Piastri         | McLaren-Mercedes             | 1:17,670  | +0,418    | 19         |
| 5.       | Max Verstappen        | Red Bull-Honda RBPT          | 1:17,696  | +0,444    | 21         |
| 6.       | Alexander Albon       | Williams-Mercedes            | 1:17,713  | +0,461    | 17         |
| 7.       | George Russell        | Mercedes                     | 1:17,716  | +0,464    | 25         |
| 8.       | Fernando Alonso       | Aston Martin Aramco-Mercedes | 1:17,736  | +0,484    | 22         |
| 9.       | Isack Hadjar          | Racing Bulls-Honda RBPT      | 1:17,847  | +0,595    | 24         |
| 10.      | Lance Stroll          | Aston Martin Aramco-Mercedes | 1:18,057  | +0,805    | 19         |
| 11.      | Cunoda Júki           | Racing Bulls-Honda RBPT      | 1:18,061  | +0,809    | 22         |
| 12.      | Lewis Hamilton        | Ferrari                      | 1:18,071  | +0,819    | 19         |
| 13.      | Jack Doohan           | Alpine-Renault               | 1:18,232  | +0,980    | 20         |
| 14.      | Andrea Kimi Antonelli | Mercedes                     | 1:18,390  | +1,138    | 24         |
| 15.      | Gabriel Bortoleto     | Kick Sauber-Ferrari          | 1:18,438  | +1,186    | 21         |
| 16.      | Liam Lawson           | Red Bull-Honda RBPT          | 1:18,455  | +1,203    | 22         |
| 17.      | Pierre Gasly          | Alpine-Renault               | 1:18,505  | +1,253    | 22         |
| 18.      | Nico Hülkenberg       | Kick Sauber-Ferrari          | 1:18,586  | +1,334    | 18         |
| 19.      | Esteban Ocon          | Haas-Ferrari                 | 1:19,139  | +1,887    | 15         |
| 20.      | Oliver Bearman        | Haas-Ferrari                 | 1:19,312  | +2,060    | 12         |

Az ausztrál nagydíj második szabadedzését március 14-én, péntek délután tartották, magyar idő szerint 6:00-tól.
| helyezés | versenyző             | csapat/motor                 | elért idő  | különbség | futott kör |
| -------- | --------------------- | ---------------------------- | ---------- | --------- | ---------- |
| 1.       | Charles Leclerc       | Ferrari                      | 1:16,439   | –         | 31         |
| 2.       | Oscar Piastri         | McLaren-Mercedes             | 1:16,563   | +0,124    | 29         |
| 3.       | Lando Norris          | McLaren-Mercedes             | 1:16,580   | +0,141    | 30         |
| 4.       | Cunoda Júki           | Racing Bulls-Honda RBPT      | 1:16,784   | +0,345    | 28         |
| 5.       | Lewis Hamilton        | Ferrari                      | 1:16,859   | +0,420    | 30         |
| 6.       | Isack Hadjar          | Racing Bulls-Honda RBPT      | 1:17,019   | +0,580    | 30         |
| 7.       | Max Verstappen        | Red Bull-Honda RBPT          | 1:17,063   | +0,624    | 21         |
| 8.       | Nico Hülkenberg       | Kick Sauber-Ferrari          | 1:17,161   | +0,722    | 24         |
| 9.       | Lance Stroll          | Aston Martin Aramco-Mercedes | 1:17,279   | +0,840    | 27         |
| 10.      | George Russell        | Mercedes                     | 1:17,282   | +0,843    | 29         |
| 11.      | Carlos Sainz Jr.      | Williams-Mercedes            | 1:17,302   | +0,863    | 29         |
| 12.      | Alexander Albon       | Williams-Mercedes            | 1:17,302   | +0,863    | 27         |
| 13.      | Fernando Alonso       | Aston Martin Aramco-Mercedes | 1:17,330   | +0,891    | 27         |
| 14.      | Jack Doohan           | Alpine-Renault               | 1:17,394   | +0,955    | 30         |
| 15.      | Pierre Gasly          | Alpine-Renault               | 1:17,493   | +1,054    | 30         |
| 16.      | Andrea Kimi Antonelli | Mercedes                     | 1:17,634   | +1,195    | 31         |
| 17.      | Liam Lawson           | Red Bull-Honda RBPT          | 1:17,640   | +1,201    | 29         |
| 18.      | Gabriel Bortoleto     | Kick Sauber-Ferrari          | 1:17,847   | +1,408    | 28         |
| 19.      | Esteban Ocon          | Haas-Ferrari                 | 1:18,034   | +1,595    | 31         |
| 20.      | Oliver Bearman        | Haas-Ferrari                 | idő nélkül |           | 0          |

Az ausztrál nagydíj harmadik szabadedzését március 15-én, szombat délelőtt tartották, magyar idő szerint 2:30-tól.
| helyezés | versenyző             | csapat/motor                 | elért idő  | különbség | futott kör |
| -------- | --------------------- | ---------------------------- | ---------- | --------- | ---------- |
| 1.       | Oscar Piastri         | McLaren-Mercedes             | 1:15,921   | –         | 15         |
| 2.       | George Russell        | Mercedes                     | 1:15,960   | +0,039    | 16         |
| 3.       | Max Verstappen        | Red Bull-Honda RBPT          | 1:16,002   | +0,081    | 18         |
| 4.       | Charles Leclerc       | Ferrari                      | 1:16,188   | +0,267    | 21         |
| 5.       | Andrea Kimi Antonelli | Mercedes                     | 1:16,206   | +0,285    | 19         |
| 6.       | Carlos Sainz Jr.      | Williams-Mercedes            | 1:16,252   | +0,331    | 22         |
| 7.       | Alexander Albon       | Williams-Mercedes            | 1:16,258   | +0,337    | 21         |
| 8.       | Lewis Hamilton        | Ferrari                      | 1:16,378   | +0,457    | 21         |
| 9.       | Cunoda Júki           | Racing Bulls-Honda RBPT      | 1:16,455   | +0,534    | 16         |
| 10.      | Lando Norris          | McLaren-Mercedes             | 1:16,597   | +0,676    | 19         |
| 11.      | Gabriel Bortoleto     | Kick Sauber-Ferrari          | 1:16,707   | +0,786    | 18         |
| 12.      | Isack Hadjar          | Racing Bulls-Honda RBPT      | 1:16,719   | +0,798    | 21         |
| 13.      | Pierre Gasly          | Alpine-Renault               | 1:16,732   | +0,811    | 17         |
| 14.      | Lance Stroll          | Aston Martin Aramco-Mercedes | 1:16,948   | +1,027    | 21         |
| 15.      | Jack Doohan           | Alpine-Renault               | 1:16,993   | +1,072    | 17         |
| 16.      | Nico Hülkenberg       | Kick Sauber-Ferrari          | 1:17,146   | +1,225    | 15         |
| 17.      | Fernando Alonso       | Aston Martin Aramco-Mercedes | 1:17,270   | +1,349    | 21         |
| 18.      | Esteban Ocon          | Haas-Ferrari                 | 1:17,373   | +1,452    | 17         |
| 19.      | Oliver Bearman        | Haas-Ferrari                 | idő nélkül |           | 2          |
| 20.      | Liam Lawson           | Red Bull-Honda RBPT          | idő nélkül |           | 2          |

## Időmérő edzés
Az ausztrál nagydíj időmérő edzését március 15-én, szombat délelőtt tartották, magyar idő szerint 6:00-tól.
| helyezés              | rajtszám | versenyző             | csapat/motor                 | Q1         | Q2       | Q3       | rajthely | futott kör |
| --------------------- | -------- | --------------------- | ---------------------------- | ---------- | -------- | -------- | -------- | ---------- |
| 1                     | 4        | Lando Norris          | McLaren-Mercedes             | 1:15,912   | 1:15,415 | 1:15,096 | 1        | 20         |
| 2                     | 81       | Oscar Piastri         | McLaren-Mercedes             | 1:16,062   | 1:15,468 | 1:15,180 | 2        | 18         |
| 3                     | 1        | Max Verstappen        | Red Bull Racing-Honda RBPT   | 1:16,018   | 1:15,565 | 1:15,481 | 3        | 17         |
| 4                     | 63       | George Russell        | Mercedes                     | 1:15,971   | 1:15,789 | 1:15,546 | 4        | 21         |
| 5                     | 22       | Cunoda Júki           | Racing Bulls-Honda RBPT      | 1:16,225   | 1:16,009 | 1:15,670 | 5        | 18         |
| 6                     | 23       | Alexander Albon       | Williams-Mercedes            | 1:16,245   | 1:16,017 | 1:15,737 | 6        | 21         |
| 7                     | 16       | Charles Leclerc       | Ferrari                      | 1:16,029   | 1:15,827 | 1:15,755 | 7        | 20         |
| 8                     | 44       | Lewis Hamilton        | Ferrari                      | 1:16,213   | 1:15,919 | 1:15,973 | 8        | 23         |
| 9                     | 10       | Pierre Gasly          | Alpine-Renault               | 1:16,328   | 1:16,112 | 1:15,980 | 9        | 21         |
| 10                    | 55       | Carlos Sainz Jr.      | Williams-Mercedes            | 1:16,360   | 1:15,931 | 1:16,062 | 10       | 21         |
| 11                    | 6        | Isack Hadjar          | Racing Bulls-Honda RBPT      | 1:16,354   | 1:16,175 |          | 11       | 12         |
| 12                    | 14       | Fernando Alonso       | Aston Martin Aramco-Mercedes | 1:16,288   | 1:16,453 |          | 12       | 13         |
| 13                    | 18       | Lance Stroll          | Aston Martin Aramco-Mercedes | 1:16,369   | 1:16,483 |          | 13       | 15         |
| 14                    | 7        | Jack Doohan           | Alpine-Renault               | 1:16,315   | 1:16,863 |          | 14       | 15         |
| 15                    | 5        | Gabriel Bortoleto     | Kick Sauber-Ferrari          | 1:16,516   | 1:17,720 |          | 15       | 13         |
| 16                    | 12       | Andrea Kimi Antonelli | Mercedes                     | 1:16,525   |          |          | 16       | 9          |
| 17                    | 27       | Nico Hülkenberg       | Kick Sauber-Ferrari          | 1:16,579   |          |          | 17       | 9          |
| 18                    | 30       | Liam Lawson           | Red Bull Racing-Honda RBPT   | 1:17,094   |          |          | boxutca  | 7          |
| 19                    | 31       | Esteban Ocon          | Haas-Ferrari                 | 1:17,174   |          |          | 18       | 9          |
| 107%-os idő: 1:21,225 |          |                       |                              |            |          |          |          |            |
| Ni                    | 87       | Oliver Bearman        | Haas-Ferrari                 | idő nélkül |          |          | boxutca  | 1          |

## Futam
Az ausztrál nagydíj futamát  március 16-án, vasárnap délelőtt tartották, magyar idő szerint 5:00-kor.
| helyezés | rajtszám | versenyző             | csapat/motor                 | futott kör | idő/kiesés oka | rajthely | pont |
| -------- | -------- | --------------------- | ---------------------------- | ---------- | -------------- | -------- | ---- |
| 1        | 4        | Lando Norris          | McLaren-Mercedes             | 57         | 1:42:06,304    | 1        | 25   |
| 2        | 1        | Max Verstappen        | Red Bull Racing-Honda RBPT   | 57         | +0,895         | 3        | 18   |
| 3        | 63       | George Russell        | Mercedes                     | 57         | +8,481         | 4        | 15   |
| 4        | 12       | Andrea Kimi Antonelli | Mercedes                     | 57         | +10,135        | 16       | 12   |
| 5        | 23       | Alexander Albon       | Williams-Mercedes            | 57         | +12,773        | 6        | 10   |
| 6        | 18       | Lance Stroll          | Aston Martin Aramco-Mercedes | 57         | +17,413        | 13       | 8    |
| 7        | 27       | Nico Hülkenberg       | Kick Sauber-Ferrari          | 57         | +18,423        | 17       | 6    |
| 8        | 16       | Charles Leclerc       | Ferrari                      | 57         | +19,826        | 7        | 4    |
| 9        | 81       | Oscar Piastri         | McLaren-Mercedes             | 57         | +20,448        | 2        | 2    |
| 10       | 44       | Lewis Hamilton        | Ferrari                      | 57         | +22,473        | 8        | 1    |
| 11       | 10       | Pierre Gasly          | Alpine-Renault               | 57         | +26,502        | 9        |      |
| 12       | 22       | Cunoda Júki           | Racing Bulls-Honda RBPT      | 57         | +29,884        | 5        |      |
| 13       | 31       | Esteban Ocon          | Haas-Ferrari                 | 57         | +33,161        | 18       |      |
| 14       | 87       | Oliver Bearman        | Haas-Ferrari                 | 57         | +40,351        | boxutca  |      |
| Ki       | 30       | Liam Lawson           | Red Bull Racing-Honda RBPT   | 46         | baleset        | boxutca  |      |
| Ki       | 5        | Gabriel Bortoleto     | Kick Sauber-Ferrari          | 45         | baleset        | 15       |      |
| Ki       | 14       | Fernando Alonso       | Aston Martin Aramco-Mercedes | 32         | baleset        | 12       |      |
| Ki       | 55       | Carlos Sainz Jr.      | Williams-Mercedes            | 0          | baleset        | 10       |      |
| Ki       | 7        | Jack Doohan           | Alpine-Renault               | 0          | baleset        | 14       |      |
| Ni       | 6        | Isack Hadjar          | Racing Bulls-Honda RBPT      | 0          | baleset        | 11       |      |

## Statisztikák
- Vezető helyen:
  - Lando Norris: 54 kör (1-43, 46-57)
  - Max Verstappen: 2 kör (44-45)
  - Lewis Hamilton: 1 kör (46)
- Lando Norris 10. pole-pozíciója, 13. versenyben futott leggyorsabb köre, 5. futamgyőzelme és 2. mesterhármasa.
- A McLaren 190. futamgyőzelme.
- Lando Norris 27., Max Verstappen 113., és George Russell 16. dobogós helyezése.
- Andrea Kimi Antonelli 4. helye Kevin Magnussen 2014-es melbourne-i második pozíciója óta a legjobb eredmény, amit újonc elér élete első Formula–1-es nagydíján.[1]
- Andrea Kimi Antonelli minden idők harmadik legfiatalabb versenyzőjeként mutatkozott be a Formula–1-ben Max Verstappen és Lance Stroll után.[1]
- Nico Hülkenberg 7. helyének köszönhetően Németország a második ország Nagy-Britannia után, mely legalább 8 ezer pontot szerzett a Formula–1-ben.[1]
- Fernando Alonso rekordot jelentő 22. szezonjában állt rajthoz, míg Lewis Hamilton 19. szezonjával feljött az örökranglista második helyére Rubens Barrichello, Michael Schumacher és Kimi Räikkönen mellé.[1]
- Andrea Kimi Antonelli, Gabriel Bortoleto és Isack Hadjar első Formula–1-es nagydíja.